# Rudolf Kassner

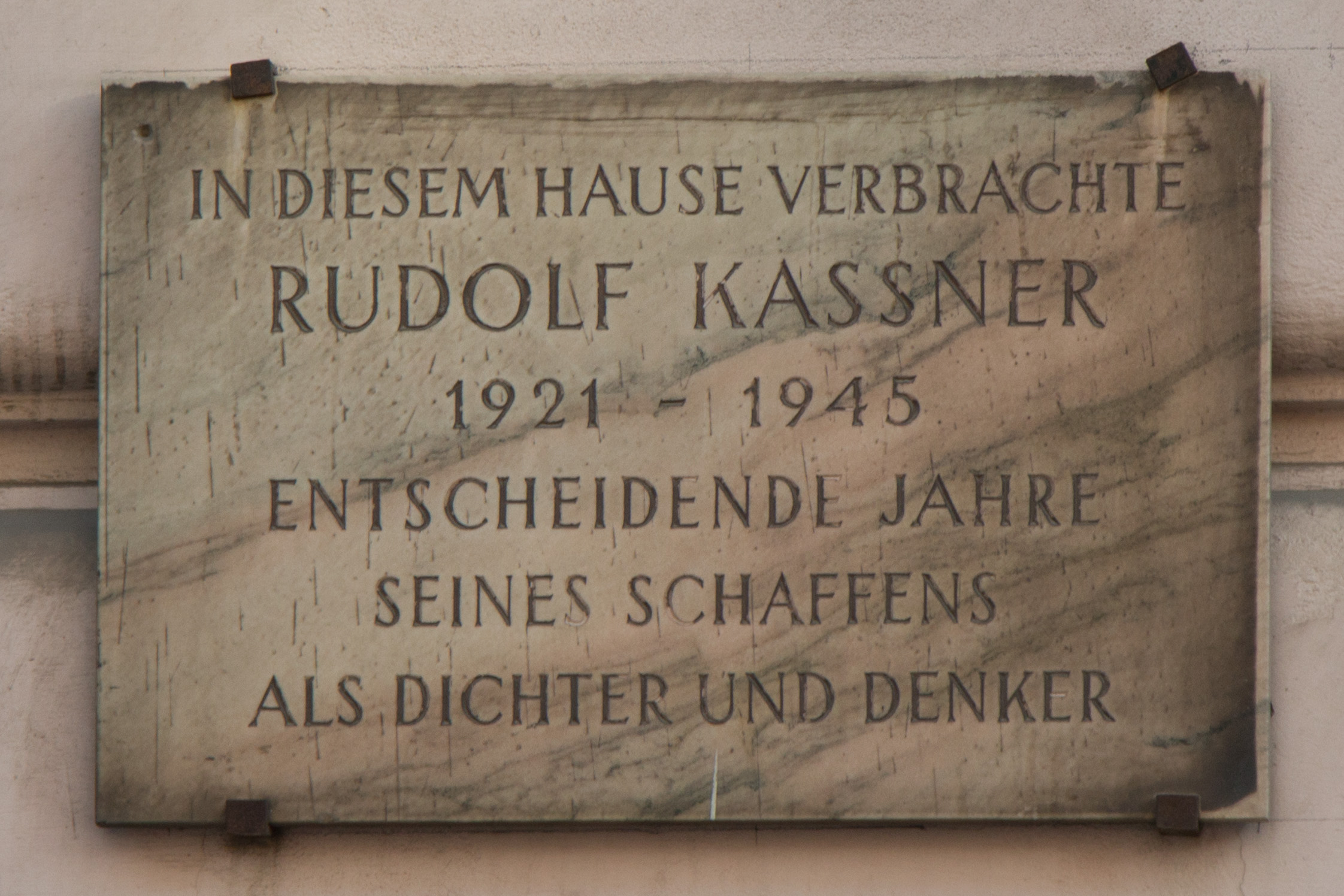
Pamětní deska ve Vídni

Rudolf Kassner (také psáno Kaßner; 11. září 1873 Velké Pavlovice – 1. dubna 1959 Sierre/Siders) byl německy píšícím spisovatelem původem z Moravy, autorem Vídeňské moderny, v letech 1918–1945 československým státním příslušníkem, esejistou, překladatelem a kulturním filosofem.

## Život
Narodil se jako sedmé z deseti dětí ve slezské rodině majitele cukrovaru a realit Oscara Kassnera. Jeho matka Bertha Eva, rozená Latzelová, byla neteří slezského statkáře a politika Josefa Latzela ze Skorošic.
V devíti měsících onemocněl dětskou obrnou, jejíž následky nesl celoživotně tělesným postižením. Pro základní a středoškolské vzdělání měl zpočátku soukromé učitele a jako tzv. privatista skládal dvakrát ročně zkoušky na státním, kdysi piaristickém gymnáziu v Mikulově. Od kvinty je už navštěvoval. V roce 1892 se zapsal na Vídeňské univerzitě ke studium germanistiky, latiny a historie. Později studoval v Berlíně, kde poslouchal přednášky Wilhelma Diltheye, Hermanna Grimma a Heinricha von Treitschke. V roce 1897 získal ve Vídni doktorát za disertační práci Věčný Žid ve slovesnosti u Jakoba Minora. Následoval soukromý pobyt v Oxfordu, kde se seznámil s tzv. Oxfordským hnutím.
Navzdory svému tělesnému postižení podnikl Kassner od roku 1897 do vypuknutí 1. světové války řadu cest a pobýval v metropolích Evropy. V r. 1905 cestoval po Španělsku. Ze Španělska se vydal do Afriky. R. 1906 se vydal do Itálie, Tuniska, Alžíru, Maroka, až na Saharu. R. 1908 pobýval v Anglii, vydal se do Indie, zpáteční cesta vedla přes Egypt. R. 1901 strávil Kassner v Anglii, následoval pobyt v Paříži. Při prvním pobytu se ubytoval v hotýlku De France, kam umístil postavu Joachima Fortunata ze své knihy Morálka hudby (1905). V témž roce tam bydlel i Rilke, který tam nechal pobývat svého protagonistu z románu Zápisky Malta Lauridse Brigga (1910). R. 1911 odjel Kassner do Ruska a do Turkestánu, do Buchary a do Samarkandu. (Další destinace: Barma, Ceylon, Tbilisi, až ke Kavkazu, až k Taškentu, Čína…) R. 1914 následoval poslední pobyt u princezny Marie Thurn-und-Taxisové na zámku v Duinu. Za války strávil Kassner tři roky v Mnichově. Tam se pohyboval v proslulém salónu mnichovského nakladatele Hugo Bruckmanna a jeho manželky Elsy. (Vedle špiček kulturních elit, mj. i Rilka a Hofmannsthala, se tam pohyboval po válce i Adolf Hitler, který měl sympatie paní domu. Elsa, rozená princezna Cantacuzène, pocházela po matce ze šlechtického rodu Dejmů ze Stříteže a po otci ze starého byzantského královského rodu.) Kassner se přátelil s Rainerem Maria Rilkem, Hugem Hofmansthalem a s Marií z Thurn-Taxisu a jejím manželem Alexandrem. U Taxisů pobýval na zámku v Loučeni u Nymburka až do princovy smrti v roce 1934. S princeznou vedl korespondenci, od ní pocházejí i překlady Kassnerova díla. Díky Kassnerovi byl k Taxisům na Duinský zámek u Terstu pozván i Rilke (1910). Z pobytů na Duinu vytěžil Rilke první dvě ze svých Duinských elegií. (Později připsal Kassnerovi 8. elegii.) Princezna nazývala Kassnera „dottore mistico“ a Rilka „dottore serafico“. Rilke považoval Kassnera za „snad nejdůležitějšího z nás všech píšících a vyslovujících“. Podobně ho hodnotil i Hofmannsthal, jako „možnost nejvýznamnějšího kulturního spisovatele, kterého jsme v Německu kdy měli“ a jako „nejvýš vzácnou osobnost, obestřenou heroickým leskem“. Mezi válkou zajížděl Kassner také na Moravu, kromě rodiště také do Žadlovic, na panství hraběte Adolfa Dubského z Třebomyslic. Mezi Kassnerovými známými a přáteli byla řada význačných osobností: Oscar Wilde, André Gide, Paul Valéry, Stefan George, Friedrich Gundolf, Arthur Moeller van den Bruck, Hermann Keyserling, Rudolf Borchardt, Houston Stewart Chamberlain, Olaf Gulbransson, T. S. Eliot, Max Picard, Jacob Burckhardt, Karl Kérenyi, Gabriel Marcel, čtenářku a překladatelku do angličtiny nalezl Kassner v kněžně Herbert Bismarckové, snaše říšského kancléře Bismarcka, nebo také v kněžně Marguerite di Bassiano (Caetani), rodilé Američance, která jeho texty překládala do francouzštiny a poskytovala jim publikační platformu v renomovaných literárních časopisech. Kassner imponoval či fascinoval svým dílem či osobností řadě autorů. Nechyběli mezi nimi Wystan Hugh Auden, mladý Georg (György) Lukács, romanista Ernst Robert Curtius, Martin Buber, Thomas Mann, Friedrich Dürrenmatt. Thomas Mann mj. použil Kassnerův překlad Platóna ve své Smrti v Benátkách. Kafka předčítal Kassnerovy překlady Platóna sestře Ottle. V roce 1942 zakázali nacisté Kassnerovi publikovat pro manželčin neárijský původ. (Židovka Marianne Kassnerová, roz. Eisslerová, byla nadanou básnířkou z okruhu Stefana George. Ačkoliv manželé spolu nežili, Kassner se s ní nerozvedl, v době války žili ve společné domácnosti. Kassner argumentoval vzhledem k svému zdravotnímu stavu potřebností její pomoci. Tím ji chránil před deportací do koncentračního tábora.) Přestože měl v letech 1918–1945 československé státní občanství, prožil v českých zemích jen menší část života, v letech 1921–1944 nejraději bydlel ve Vídni. V roce 1945 byl Kassner v zuboženém stavu převezen z iniciativy Carla Jacoba Burckhardta, prezidenta Mezinárodního červeného kříže, do Švýcar. Velkou zásluhu na této záchranné akci a Kassnerově pobytu v Sierre měl Werner Reinhart, dříve také mecenáš Rilkův. V Sierre bydlel Kassner v hotelu Bellevue (původně zámek – château Bellevue přestavěný na hotel) v prvním poschodí, v přízemí bydlíval mezi válkou Kassnerův přítel Rilke, když mu v muzotské věži (château Muzot) bývala v zimě zima. Je pochován na hřbitově v Sierre (Siders).

## Dílo
Dílo Rudolfa Kassnera působí jako obtížně zařaditelné do dějin literatury, je pro neurčitost a nepřesnost pojmového aparátu, mnohoznačnou metaforiku a hermetičnost, způsob vnitřně intuitivního, imaginativního psaní a menší míru souvislé diskurzivní argumentace, množství literárních narážek a skrytých citátů mnohdy dosti nepřístupné, nesrozumitelné. Na druhou stranu je pro mluvní styl (rakouské parlando) a iluminativní sdělení paradoxně působivé a představuje tak dodnes přijímanou výzvu pro překladatele v různých jazycích (zejména ve francouzštině, italštině, polštině). V mnohém může dílo tohoto radikálního platonika snad připomínat metaforičnost a dnes neobvyklé argumentační postupy v Platónových dialozích. Kassner své dílo sám rozdělil do tří období: 1900–1908 estetismus; 1908–1938 fyziognomika a od roku 1938 autobiografické spisy, nábožensko-mystické eseje a „metapolitické“ interpretace světových událostí. K přísným návrhům systémů choval averzi a upřednostňoval literární útvary jako eseje, aforismy, skici, podobenství, imaginární dialogy, vzpomínky. Své rozličné texty Kassner později upravoval a vydával pod jinými tituly nebo v jiných souborech. Podle vlastních slov usiloval přitom o jakousi goethovskou syntézu křesťanství a pohanství (antiky): „Říkám si, že kdyby se obojí spojilo, že bych snad nemohl vůbec žít. Tak zůstává můj život obloukem, mostem, čímsi, co je trvale ustavičně stavět, co se staví.“ Na sklonku života se zabýval i zenovým buddhismem. Ještě na smrtelném loži pracoval na korekturách nového vydání svých překladů Platónových dialogů, aniž je dokončil. Platónovo dílo ho provázelo po více než 60 let života. Také přijal katolické svátosti umírajících. (Z katolické církve vystoupil v době rakousko-uherského zákonodárství, aby mohl být sezdán se svou židovskou manželkou.) Anglický germanista Eudo Colecestra Mason u Kassnera spatřuje „křesťanskou gnozi“. Kassnerovo dílo však inspirovalo i katolické teology (např. Hanse Urse von Balthasara).
Jeho spisy přebírají motivy, obrazy a pojmy z antické literatury (zejména Platóna), z mystiky a teologie (např. Aurelius Augustinus, Mistr Eckhart, Pascal, Tereza z Ávily), hermetiky (Jacob Böhme), anglické, francouzské a německé literatury či indické filozofie. Stěžejní mohutnost mysli představovala pro něj „obrazivost“ (Einbildungskraft) resp. v pozdějších letech „existenciální obrazivost“, tedy zhruba řečeno imaginace. (Pojem etabloval v němčině Philipp Harsdörffer za latinské „facultas imaginandi“, sloveso /e/inbilden používal Eckhart stejně jako Luther také ve významu českého výrazu „připodobňovat“ se /Kristu/.) Germanista Gerhard Neumann uvažoval o tom, že by se celek Kassnerova díla dal považovat za projekt „filosofie obrazivosti“, ojedinělý v Evropě.
Kassnerovy práce se týkaly vždy důležitých intelektuálních témat doby: Byl radikálním odpůrcem kauzálně-genetické metody pozitivistů i psychoanalýzy, kterou považoval za příznak kulturní krize a jež se podle něho snažila člověka demaskovat a banalizovat velké ideje a hrdinské činy. Kassner mluvil o typu „indiskrétního člověka“. (Tím mu byl mj. právě Freud nebo Jean Jacques Rousseau se svými Vyznáními.) Také problém Oidipova komplexu mu byl ze zkušenosti s vlastní rodinou cizí. Velmi často šlo ovšem o Kassnerovu osobní idiosynkrázii a opakované odsudky než pronikavější znalost díla kritizovaných autorů. Z obdobných důvodů mu se choval rezervovaně vůči románu Muž bez vlastností Roberta Musila a Musilově přístupu k psychologii, třebaže Musil sám Kassnera naopak oceňoval a jisté afinity by se mezi oběma daly najít. Místo hlubinné psychologie bylo pro Kassnera důležité zabývat se „povrchem“, tvarem, a pěstovat fyziognomiku jako univerzální vědu. Fyziognomické tradice od Aristotela až do sklonku 18. století a ještě i u Carla Gustava Caruse se pokoušel Kassner znovu oživit a dynamizovat. (V tomto ohledu se blíží kulturní morfologii Oswalda Spenglera.) Jeho pokus etablovat fyziognomiku jako univerzitní vědní obor (ve vědě o umění) se ovšem nezdařil. Krom toho byla fyziognomika v době národního socialismu obecně zdiskreditována a fakticky instrumentalizována za účelem selekce a eliminace příslušníků nežádoucích ras. Kassnerovi interpreti mluví proto dnes raději o fyziognomice jakožto „formě vědění“ (Wissensform). Po 2. světové válce se Kassner se zaměřil mimo jiné na problematiku jednotlivce a života v masové společnosti a kolektivismu totalitárních systémů. Opakovaně se přitom vracel k inspiraci dílem Sörena Kierkeaarda, kterého považoval za názorového odpůrce Friedricha Nietzscheho a za svého „duchovního předka“ (vedle Pascala a Laurence Sterna.) Mnohoznačnost Kassnerových textů, jejich originalita a množství idejí a jejích křížení vede interprety nejednou ke srovnávání s jinými autory, k hermeneutické figuře spojky „a“ (Kassner a Kierkegaard, Kassner a Teilhard de Chardin, Kassner a Heidegger…). Obecně je Kassner vnímán posmrtně jako esejista a „kulturní filosof“. V souvislosti s edicí sebraných spisů zažívá jeho dílo jistou renesanci, zejména překlady do cizích jazyků. Kassnerův ambiciózní projekt kompletního vydání Platóna pro nakladatelství Eugena Diederichse v Jeně zůstal nerealizován. (Kassner přeložil dialogy Symposion, Faidros, Faidón, Ión, Lysis, Charmides.) Do českého prostředí Kassner příliš nepronikl. Knihu o anglických básnících a malířích-prerafaelitech (Mystika, umělci a život, 1900) „mladistvého Rudolfa Kassnera“, „ryzího představitele poslední etapy německého umění literárního“ a její vliv na Hugo v. Hofmannsthala zaznamenal Arne Novák. Kassner mu byl „jemný(m) analytikem prerafaelismu“. Pro Ottův slovník naučný napsal ještě o Kassnerovi slovníkové heslo. Z této knihy se podařilo zachytit dva české překlady (kapitola o J. Keatsovi a W. Blakeovi). Zajímavý je redakční poznámka z časopisu Meditace: „Otiskli jsme pronikavý rozbor Blakeových názorů filosofických, napsaný německým essayistou Rudolfem Kassnerem, ač s jeho vývody vždy nesouhlasíme. Se stanoviska katolického („katolického“ v tisku proloženě) oceníme dílo Blakeovo sami v některém ročníku ‚Meditací‘.“ O plánovaných překladech do češtiny psal v roce 1942 Kassner v dopise Marguerite Bismarckové (27. dubna 1942), o jejich osudech se však nepodařilo zachytit další stopu. Letmé zmínky o Kassnerovi lze najít u Jakuba Demla nebo třeba Karla Kosíka. Kassnerovo dílo však vůbec nezachycuje ve své platonovské monografii František Novotný.

### Dílo (jen knižní vydání)
První fáze (1900–1908)
- 1895 Sonnengnade. Novelle
- 1896 Der ewige Jude in der Dichtung (oproti tvrzení v jubilejním sborníku /Gedenkbuch/ se disertace v Rakouské národní knihovně pohřešuje, posmrtně vyšel jen výtah z ní)
- 1900 Die Mystik, die Künstler und das Leben. Über englische Dichter und Maler im 19. Jahrhundert (zkrác. verze Englische Dicher, 1920)
- 1902 Der Tod und die Maske. Gleichnisse
- 1903 Der indische Idealismus
- 1903 Platons Gastmahl (překlad Platonova dialogu Symposion)
- 1904 André Gide. Philoktet oder der Traktat von den drrei Arten der Tugend (překlad)
- 1904 Platons Phaidros (překlad)
- 1905 Die Moral der Musik
- 1906 Motive. Essays
- 1906 Denis Diderot
- 1908 Melancholia. Eine Trilogie des Geistes

Druhá fáze (1900–1938)
- 1910 Der Dilettantismus
- 1911 Von den Elementen der menschlichen Größe
- 1912 Nicolaj Gogol. Der Mantel. Eine Novelle (překlad Gogolova Pláště)
- 1913 Der indische Gedanke (přeprac. verze knihy Der indische Idealismus)
- 1913 Dostojewski. Der Großinquisitor (překlad)
- 1914 Die Chimäre. Der Aussätzige
- 1919 Zahl und Gesicht. Nebst einer Einleitung: „Der Umriß einer universalen Physiognomik“
- 1920 John Henry Newman. Apologia pro vita mea (překlad, zlomek)
- 1922 Nicolaj Gogol. Taras Bulba
  - Die Grundlagen der Physiognomik
- 1923 Essays (přeprac. a rozš. verze „Motive“)
- 1923 A.S. Puschkin. Der Mohr des Zaren. Novellen
- 1923 A.S. Puschkin. Pique Dame.
- 1925 Die Verwandlung. Physiognomische Studien
- 1927 Die Mythen der Seele
- 1928 NARZISS oder Mythos und Einbildungskraft
- 1930 Das physiognomische Weltbild
- 1931 Der Einzelne und der Kollektivmensch
- 1932 Physiognomik
- 1934 Das Buch der Gleichnisse
- 1934 Betrachtungen über den Ruhm, die Nachahmung und das Glück
- 1936 Von der Einbildungskraft
- 1936 Laurence Sterne. Das Leben und die Ansichten Tristram Shandys (překlad)
- 1938 Der Gottmensch. Gespräch und Gleichnis
- 1938 Anschauung und Beobachtung. Zur vierten Dimension. Ein Essay

Třetí fáze (1938–1959)
- 1938 Buch der Erinnerung
- 1946 Die zweite Fahrt. Erinnerungen
- 1946 Transfiguration
- 1946 Der größte Mensch
- 1947 Das neunzehnte Jahrhundert
- 1949 Umgang der Jahre. Gleichnis, Gespräch – Essay, Erinnerung
- 1950 Die Nacht des ungeborgenen Lebens. Aus den Schriften
- 1951 Die Geburt Christi
- 1951 Von der Eitelkeit
- 1953 Das inwendige Reich
- 1955 Der Zauberer. Gespräch und Gleichnis
- 1957 Der goldene Drache
- 1958 Geistige Welten
- 1960 Der Gottmensch und die Weltseele (posmrtně)

### Sebrané spisy:
- Rudolf Kassner. Sämtliche Werke, 10 sv., vyd. Ernst Zinn a Klaus E. Bohnenkamp, Pfullingen: Neske 1969–1991.

### Výbor
- Rudolf Kassner. Gesicht und Gegengesicht. Aus den Schriften. Auswahl und Nachwort von Gerhart Baumann. Frankfurt a.M-Leipzig: Insel 1992.
- Rudolf Kassner. Rilke. Gesammelte Erinnerungen 1926–1956. Hrsg. v. Klaus E. Bohnenkamp. Pfullingen: Günther Neske 1976

### Korespondence (jen samostatné knižní publikace):
- Kalus E. Bohnenkamp. Rudolf Kassner und Houston Stewart Chamberlain. Briefe und Dokumente einer Freundschaft. Berlin: Lit Verlag Dr. W. Hopf 2020.
- Hugo von Hofmannsthal und Rudolf Kassner. Briefe und Dokumente samt ausgewählten Briefen Kassners an Gerty und Christiane Hofmannsthal. Mitgeteilt und kommentiert von Klaus E. Bohnenkamp. Freiburg im Breisgau: Rombach 2005.
- Hugo von Hofmannsthal, Rudolf Kassner und Rainer Maria Rilke im Briefwechsel mit Elsa und Hugo Bruckmann 1893–1941. Hrsg. und komm. v. Klaus E. Bohnenkamp. Göttingen. Wallstein 2014.
- Rudolf Kassner. Briefe an Tetzel. Hrsg.v. Ernst Zinn u. Klaus Bohnenkamp. Pfullingen. Neske 1979.
- Rainer Maria Rilke und Rudolf Kassner. Freunde im Gespräch. Briefe und Dokumente. Hrsg. v. Klaus E. Bohnenkamp. Frankfurt a.M-Leipzig: Insel 1997.
- La rivista „Commerce“ e Marguerite Caetani. Direzione di Sophie Levie. Briefwechsel mit deutschsprachigen Autoren. Hrsg v. Klaus E. Bohnenkamp und Sophie Levie. Roma: Edizione di storia e letteratura 2012. (korespondence s Rilkem, Hofmannsthalem, Kassnerem, Elisabeth Förster-Nietzsche atd.)

(Některé důležité soubory dopisů (např. s A. Gidem) vydal editor Klaus E. Bohnenkamp jako nesamostatné publikace v různých odborných periodikách, např. Hofmannsthal-Blätter.)

### Překlady do češtiny
- Rudolf Kassner.[10] Šimon Petr. In: Teologický sborník 3/98. Přel. Roman Kopřiva. Brno: Centrum pro studium demokracie a kultury 1998, str. 47–54.
- Rudolf Kassner. William Blake. Přel. Marie Kalašová. In: Meditace. Měsíčník pro literaturu, umění a filosofii. Řídí Vilém Bitnar, Dr. J.Kratochvil, E. Pacovský, Dr. F. Hrachovský. roč. III, 1910, str. 138–142,225–229, 369–375, 578–584, 654–702, 703–708.
- Rudolf Kassner. John Keats. Anonymní překlad. In: Literární Listy. Časopis věnovaný zájmům literárním. r. I (XXI), č. 5–8.

### Překlady
Platón, Aristoteles, André Gide, Nikolaj Vasiljevič Gogol, Lev Nikolajevič Tolstoj, Fjodor Michajlovič Dostojevskij, Alexandr Sergejevič Puškin, John Henry Newman a Laurence Sterne, St. John-Perse

## Ocenění
- 1949 Cena Gottfrieda Kellera
- 1950 – členství v Německé akademii pro jazyk a slovesnost
- 1953 – Velká rakouská státní cena za literaturu
- 1955 – Schillerova pamětní zemská cena Badenska-Württemberska
- 1955 – Rakouský čestný odznak za vědu a umění
- Deset nominací na Nobelovu cenu za literaturu: v letech 1930, 1931, 1932, 1935, 1938, 1948, 1953, 1954, 1955 a 1959.[11]